# 月光グリーン
月光グリーン（げっこうグリーン）またはGEKKO GREENは、北海道出身の3人組のロックバンド、作家。2003年8月20日、札幌にて結成。

## 概要
自らを「汗ダク感情ロック」と称する。ボーカルギターのテツヤは札幌学院大学在学中は演劇活動に打ち込んでいたが、就職後音楽をはじめ、ライブバーなどで弾き語りをするようになる。そこで知り合ったメンバーが集まって、2003年にロックバンド「神風グリーン」を結成。2005年、島村楽器主催のライブ『HOTLINE2005』で優秀賞を獲得。2006年に「月光グリーン」に改名。CREATIVE OFFICE CUEアーティスト部門に所属。
2012年、『RISING SUN ROCK FESTIVAL 2012 in EZO』に出演。
2017年12月、CREATIVE OFFICE CUEを退所。
2018年4月、オフィシャルファンクラブ「汗メイト」を開設。
2025年1月1日から１年間は、バンド名の表記を英語表記の「GEKKO GREEN」として活動することを発表した。

## メンバー
- テツヤ（1977年9月18日（47歳） 身長190cm 血液型AB型）激情ボーカルギター。北海道札幌市出身。バンド以外で、楽曲制作やアレンジ、DJなどの活動も行なっている。2020年 「月光テツヤ」名義で応募した『ヒルナンデス』（日本テレビ）のテーマ曲が応募総数2664曲中5曲のファイナリストにまで選ばれた。2021年2月14日より「月光徹也」名義での活動も開始。YouTubeチャンネルを開設[6]。2022年2月よりロミオマシーンRz、橘エリカとともに音楽プロジェクト「Art Sound Project：CRAiTH+」のコアメンバーとなる[7]。2022年12月結婚を発表。大泉洋、乃木坂46、僕が見たかった青空などにも楽曲提供を行なっている[8][9][10]。また、TEAMNACSメンバーの舞台音楽や、NORDのライブ中楽曲なども手がけている[11]。

- チュウ（1979年4月1日（46歳） 身長159cm 血液型O型）撲殺ドラム。北海道旭川市出身。汗メイトコンテンツで絵をアップするなど、アナログ・デジタルともに絵が得意で、作画したイラストのLINEスタンプも発売されている[12]。
- シンイチ（1984年10月19日（40歳） 身長172cm 血液型A型）ベース。北海道釧路市出身。2009年5月加入。綾野ましろや、nonoc、上杉周大のバックバンドにも参加している[13]。2021年3月からすすきののライブバー「NOX」の演奏メンバーとなる[14]。

脱退メンバー
- ハナ（1981年1月25日（44歳） 身長182cm）右手残像ベース。北海道札幌市出身。2008年12月脱退。※現在でも「神風グリーン」のメンバーとして、ライブ・イベントでの共演（年一回程度）、神風グリーンとしての音源発表もある。
- ミツヒコ（1980年5月14日（44歳） 身長179cm 血液型O型）ギター。北海道帯広市出身。2009年5月加入。2020年7月28日北海道青少年健全育成条例違反の疑いで逮捕されたことを受け[15]、2020年8月31日に脱退を発表[16]。

## ディスコグラフィー

### シングル
- 快刀乱麻を断つ（2006年4月19日）

1. 快刀乱麻を断つ
2. それでも生きる道はあるさ
3. 赤い風船
4. 人間なんだ

- 泣いて笑ってハラへって/南舟北馬（2010年8月4日）

1. 泣いて笑ってハラへって
2. 南舟北馬
3. Happy Days

- 落花流水（2016年8月3日）

1. 落花流水
2. シンフォニー
3. 大一輪（月光グリーンver）

### アルバム
- 汗ダク感情ロック（2005年6月30日）　※「神風グリーン」名義

1. 感情熱く
2. 蛮勇根性
3. 砂山
4. 追い忍パンクス
5. いろはにホヘヘイ
6. 神風特攻隊
7. 三日月
8. 見い得るもの
9. 赤い風船
10. 人間なんだ
11. 長い影

- 蛮勇根性（2006年10月4日）

1. 蛮勇根性
2. 宵待草
3. 快刀乱麻を断つ
4. 笑おうよ
5. 七転八倒
6. 摩天楼に咲いた花
7. 三日月
8. 大きな鳥
9. それでも生きる道はあるさ
10. 少年の歌
11. あきらめよう
12. 十六夜の恋

- 雪月花（2007年9月19日）

1. 夜が明けるまで
2. 雪よ
3. 底なし沼
4. いろはにホヘヘイ
5. しゃぼん玉
6. 生まれ変わったら
7. ヌケ忍パンクス
8. こぶしというアンテナで
9. 行こうぜ

- 素のままで（2009年7月29日）

1. 素のままで
2. ガラス玉
3. 飛行機雲
4. 考えすぎても始まんねぇ
5. あたたかな北風
6. 6でもないヤツ

- APOLLO 11（2012年3月21日）

1. ライヴォート
2. 侍ロマン ※侍ロマンは、TEAM NACS ニッポン公演「WARRIOR〜唄い続ける侍ロマン」の劇中歌[17]
3. いつかきっと
4. 空はつながって
5. 南舟北馬 album ver.
6. アンサンブル
7. うずまき
8. 雨月の光
9. LOVE IS ALL
10. 家族の唄
11. 月と光

- 叫鳴（2013年11月6日）

1. メロス
2. 叫び
3. 窓枠オーケストラ
4. Buki
5. サイレン
6. フラッシュ
7. さかさまな僕
8. カラス
9. はじまりの光
10. コイノソラ
11. 夢の粒

- We are GEKKO GREEN！（2019年9月11日）

1. 漢道
2. We are GEKKO GREEN
3. どうかしてるぜ
4. 孤独すらもない世界
5. IMITATION
6. FREEDOM
7. Clear as MUD
8. 喝采の唄
9. 旅立ちはキスで

### 配信限定
- 名前も知らない あなたを呼ぶよ（2011年9月28日）※「月光グリーン meets NAプロジェクト」名義
- 愛が降りそそぐ（2016年11月１日）※札幌パークホテル ウェディングのCMソング
- 全力疾走（2021年8月20日）※YouTubeにてMVのみ公開。音源の配信未定。[18]
- 並行世界（2023年9月１７日）※神風グリーン名義（参加メンバー：テツヤ・チュウ・ハナ）
- フィルムケース（2023年10月21日）
- CYBER SURVIVOR（2023年11月25日）
  - ※2024 年2月28日に、北海道・札幌のライブハウス「PLANT」とタワーレコード札幌PARCO店との企画のレーベル「ZAKZAK RECORDS」第12弾として『CYBER SURVIVOR／フィルムケース』は、タワーレコード札幌パルコ店 店舗限定でパッケージ発売もされた。
- ding-dong（2025年1月22日）※5ヶ月連続配信リリース 第一弾
- 欲望の味（2025年2月12日）※5ヶ月連続配信リリース 第二弾
- STORY（2025年3月12日）※5ヶ月連続配信リリース 第三弾
- ヤレンソラン（2025年4月16日）※5ヶ月連続配信リリース 第四弾
- NANANA（2025年5月 21日）※5ヶ月連続配信リリース 第五弾

### デモ
- 神風グリーン　※「神風グリーン」名義

1. 蛮勇根性
2. 三日月

### タイアップ
- アルバイト北海道･アルキタnavi 2006春のキャンペーン（2006年春）
  - 快刀乱麻を断つ
  - それでも生きる道はあるさ
- 常口アトム（2013年9月）
  - はじまりの光
- 新劇場版 頭文字D Legend1 -覚醒-（2014年8月23日）
  - 進化論（劇中歌）
  - D.D（劇中曲）
- 新劇場版 頭文字D Legend2 -闘走-（2015年5月23日）
  - MONSTER（劇中歌）
  - Inner Fighter（劇中曲）
- 頭文字D ARCADE STAGE Zero
  - Inner Fighter（レース中BGM）

### 楽曲参加
- SMILE SAFETY PROJECT（2009・2010年）
  - 『SMILE』 - ※テツヤのみ。コーラスユニット「KTNM」の一員として参加。
- 新劇場版 頭文字D Legend1 -覚醒- Sound Collection（EYCA-10175、2014年12月26日）
  - 劇中歌『進化論』・劇中曲『D.D』を収録。
- 新劇場版 頭文字D Legend2 -闘走- Sound Collection（EYCA-10452A、2015年5月20日）
  - 劇中歌『MONSTER』・劇中曲『Inner Fighter』を収録。

### 提供曲
- 乃木坂46『好きというのはロックだぜ!』（通常盤：SRCL-12218、2022年8月31日）
  - 通常盤に『夢を見る筋肉』を収録。作詞:秋元康　作曲:月光テツヤ　編曲:あらケン

- 大泉洋『あの空に立つ塔のように』（2023年10月31日配信リリース）
  - 作詞:大泉 洋,月光テツヤ　作曲:玉置浩二　編曲:Tomi Yo
  - 『YO OIZUMI ALL TIME BEST』（通常盤　AZCS-1124、2024年03月20日）にも収録。
- 僕が見たかった青空『卒業まで』（通常盤:AVCD-61404、2024年01月31日）
  - 通常盤に『暗闇の哲学者』を収録。作詞：秋元康 作曲:月光テツヤ　編曲:月光テツヤ

## 出演
- 「FM ROCK KIDS」PART1パーソナリティ（2006年4月 - 6月、AIR-G'）